# Michel de Bay
Michel de Bay (Michał de Bay; Bajus) (ur. w 1513 w Meslin-l’Évêque, Hainaut, zm. 15 grudnia 1589 w Leuven) – niderlandzki teolog, rektor Uniwersytetu w Lowanium, twórca bajanizmu.
Jego system teologiczny miał stanowić opozycję do scholastyki i opierać się przede wszystkim na patrystyce i Biblii. Ponieważ nie znał greki, ograniczył się wyłącznie do Ojców łacińskich, koncentrując się przede wszystkim na Augustynie. W rzeczywistości doprowadziło to go do własnej interpretacji Augustyna.
Pierwszego wystąpienia przeciw Bajusowi podjęli się franciszkanie związani z Sorboną, którzy na podstawie notatek jego studentów udowadniali mu herezje. Pius IV w 1561 nie potraktował jednak sprawy poważnie i dla złagodzenia konfliktu wysłał Bajusa na obrady soboru trydenckiego, gdzie pracował nad redakcją Katechizmu Rzymskiego.
Zaraz po powrocie do Lowanium Bajus wydał De libero arbitro, które ponownie odświeżyło spór. Za sprawą Filipa II w 1564 uniwersytety w Salamance i Alcala uznały dzieło za heretyckie. Dzięki silnej protekcji niektórych kardynałów nie doszło do publicznego potępienia przez Stolicę Apostolską, a jedynie 21 grudnia 1567 Pius V przesłał prywatnie Bajusowi bullę Ex omnibus afflictionibus, w której potępił 79 jego tez. Bajus przystąpił do obrony, ale w 1569 papież utrzymał w mocy swą decyzję. Mimo to Bajus nadal wykładał swoją teorię. Wówczas biskupi niderlandzcy uzyskali kolejne upomnienie, które wydał Grzegorz XIII. Bajus poddał się tej decyzji i 24 lutego 1580 podpisał wyznanie wiary, w którym wyparł się swoich poglądów.